# Escuela Superior de Ingenieros de San Sebastián
Tecnun, la Escuela de Ingeniería de la Universidad de Navarra, es uno de los centros docentes de la Universidad de Navarra. Se ubica en el Campus Tecnológico de la Universidad de Navarra en San Sebastián, Guipúzcoa (España).
El Campus Tecnológico de la Universidad de Navarra cuenta, a su vez, con dos sedes, una ubicada en el campus Universitario de Ibaeta y otra en el Parque Tecnológico de Miramón, inaugurada en 2006 y diseñado por el arquitecto Patxi Mangado.
La actividad investigadora de Tecnun es multidisciplinar, colaborativa y busca alcanzar la excelencia. Son centros de investigación adscritos a Tecnun, el Instituto de Ciencia de los Datos e Inteligencia Artificial (DATAI) y el Centro de Ingeniería Biomédica (CBIO).

## Historia
La Escuela Superior de Ingenieros fue impulsada por el Fundador de la Universidad de Navarra, Josemaría Escrivá de Balaguer, iniciando sus actividades en la primavera de 1961, con la puesta en marcha del Primer Programa de Intensificación Metalúrgica. En octubre de ese mismo año dieron comienzo los cursos ordinarios de la carrera de Ingeniería Industrial.
En el curso 1996-1997, Tecnun comenzó a impartir tres titulaciones más oficiales de Segundo Ciclo: Ingeniería en Automática y Electrónica Industrial, Ingeniería en Organización Industrial e Ingeniería de Materiales. Estos planes de modificaron en el curso académico 1999-2000.
En octubre de 2000, Tecnun implantó la titulación de Ingeniería en Telecomunicación. A partir del curso 2007-2008, Tecnun aumentó su oferta académica con el Máster en Ingeniería Biomédica. Que se imparte conjuntamente con otros centros de la Universidad de Navarra: las Facultades de Medicina, Ciencias y Farmacia, la Clínica Universidad de Navarra y el Centro de Investigación Médica Aplicada (CIMA).
La Escuela Superior de Ingenieros de San Sebastián comenzó a impartir en el curso 1996-1997 tres titulaciones oficiales de Segundo Ciclo: Ingeniería en Automática y Electrónica Industrial, Ingeniería en Organización Industrial e Ingeniería de Materiales. Estos planes se modificaron en el curso académico 1999-2000. A partir de ese año TECNUN ofrece también varias Intensificaciones de Ingeniería Industrial (títulos propios de la Universidad de Navarra), que además facilitan la obtención de dobles titulaciones.
Tecnun adaptó en el curso 2009-2010 su programa de estudios al Plan Bolonia. Con este cambio, se amplió la oferta inicial de cinco títulos de grado, un título de un Máster y un doctorado, a nueve títulos de grado, tres de Máster y uno de doctorado. La Escuela ofrece diferentes actividades académicas y extra-académicas.
En el curso, 2011-2012, Tecnun celebró el 50 aniversario de su Fundación. Y en noviembre de 2012, la ingeniera Leire Labaka defendió en Tecnun la tesis número 500.

## Titulaciones
Grados (Plan 2009)
- Grado en Ingeniería en Tecnologías Industriales
- Grado en Ingeniería Mecánica
- Grado en Ingeniería Eléctrica
- Grado en Ingeniería en Electrónica Industrial
- Grado en Ingeniería en Sistemas de Telecomunicación
- Grado en Ingeniería en Electrónica de Comunicaciones
- Grado en Ingeniería en Organización Industrial
- Grado en Ingeniería en Organización Industrial + International Industrial Management Program
- Grado en Ingeniería en Diseño Industrial y Desarrollo de Productos
- Grado en Ingeniería en Diseño Industrial y Desarrollo de Productos  + Global Industrial Design Engineering Program
- Grado en Ingeniería Biomédica
- Grado en Ingeniería en Inteligencia Artificial

Dobles Grados
- Doble Grado Mecánica-Diseño
- Doble Grado Diseño-Mecánica

Especializaciones (de los grados)
- Especialización en Eficiencia Energética (Grado en Ingeniería Eléctrica)
- Especialización en Automoción (TODOS LOS GRADOS)
- Especialización en Emprendimiento (TODOS LOS GRADOS)
- Especialización en Robótica (TODOS LOS GRADOS)
- Especialización en Diseño e Innovación (TODOS LOS GRADOS)
- Euskara Teknikoa Ingeniarientzat Diploma (Edozein Gradu)

Másteres
- Máster en Ingeniería Industrial (campus San Sebastián y campus de Madrid de la Universidad de Navarra)
- Máster en Ingeniería de Telecomunicación
- Máster en Ingeniería Biomédica
- Máster en Inteligencia Artificial
- Máster en Innovación Tecnológica (campus Madrid de la Universidad de Navarra)

Doctorado
- Ingeniería Aplicada